# Vénès

Vénès este o comună în departamentul Tarn din sudul Franței. În 2009 avea o populație de 721 de locuitori.

## Evoluția populației
| An        | 1975 | 1982 | 1990 | 1999 | 2006 | 2009 |
| --------- | ---- | ---- | ---- | ---- | ---- | ---- |
| Populație | 477  | 524  | 558  | 584  | 691  | 721  |